# Polyosma nullii
Polyosma nullii är en tvåhjärtbladig växtart som beskrevs av Benjamin Clemens Masterman Stone. Polyosma nullii ingår i släktet Polyosma och familjen Escalloniaceae. Inga underarter finns listade i Catalogue of Life.